# Emilio Butragueño
Emilio Butragueño Santos (ur. 22 lipca 1963 w Madrycie) – hiszpański piłkarz, grający na pozycji napastnika. Najlepiej pamiętany jako kluczowy zawodnik Realu Madryt z numerem siedem na koszulce.
W 1981 Butragueño rozpoczął karierę w młodzieżowych drużynach Realu Madryt i w krótkim czasie stał się zawodnikiem pierwszego zespołu. Zadebiutował w nim w 1984 roku w meczu z Cádiz CF pod wodzą trenera, dawniej słynnego piłkarza, Alfredo Di Stéfano, i strzelił dwa gole.
Butragueño był kluczowym zawodnikiem zespołu, który sześciokrotnie wygrywał Primera División, w latach: 1986, 1987, 1988, 1989, 1990 i 1995, dwukrotnie Copa del Rey w 1989 i 1993 oraz dwukrotnie Puchar UEFA w 1985 i 1986. Trzy razy Butragueño zdobywał z drużyną Superpuchar Hiszpanii (1988, 1990 i 1993). Dwa razy z rzędu zdobył brązowy medal w klasyfikacji najlepszego piłkarza Europy w latach 1986 i 1987, w 1991 został królem strzelców ligi hiszpańskiej, co pozwoliło mu zdobyć nagrodę Pichichiego.
W 1995 Butragueño podpisał kontrakt z klubem Atlético Celaya z ligi meksykańskiej, z którym osiągnął finał mistrzostw kraju, w którym jego drużyna przegrała z zespołem Necaxa Aguascalientes. Po trzyletnim pobycie w Meksyku, gdzie znany był jako „Boiskowy dżentelmen”, ostatecznie zdecydował się odejść na piłkarską emeryturę w marcu 1998.
Butragueño zagrał 69 razy w barwach reprezentacji Hiszpanii i zdobył w niej 26 goli. Grał na Mistrzostwach Świata w Meksyku, na których wsławił się strzeleniem czterech goli Duńczykom w meczu wygranym 5:1. Występował również na Mistrzostwach Świata 1990 we Włoszech. FIFA umieściła go na liście FIFA 100.
Butragueño był znany jako skromny i uprzejmy człowiek na boisku oraz w wywiadach i w telewizji, co kontrastowało z wieloma agresywnymi czy niegrzecznymi graczami.
Do lipca 2006 roku pełnił funkcję wiceprezesa Realu Madryt.
Piłkarz plażowy, reprezentant Hiszpanii.